# Айтжанов, Женис Махсутулы
Женис Махсутулы Айтжанов (каз. Жеңіс Махсутұлы Айтжанов, англ. Zhengis Makhsutuly Aitzhanov; род. 7 сентября 1990, Кентау, Чимкентская область) — казахстанский иллюзионист, фокусник, артист оригинального жанра. Четырёхкратный рекордсмен Книги рекордов Гиннесса.

## Биография
Родился 7 сентября 1990 года в городе Кентау, Южно-Казахстанская область, Казахская Советская Социалистическая Республика. Начал интересоваться магией в 7 лет, вдохновлённый выступлениями иллюзиониста Дэвида Копперфильда. Окончил Казахскую инженерную финансово-банковскую академию по специальности «Банковское дело».
Начал профессионально выступать в шоу иллюзий с 19 лет. Выступает в жанрах Close Up, Stage Magic, Trade Show, Mentalism, Coach, Grand Illusions. Является учеником американского фокусника Джимми Брауна.
Является четырёхкратным рекордсменом Книги рекордов Гиннесса: в 2015 году выполнил 55 прокручиваний одной монеты между костяшками пальцев руки за одну минуту (манипуляция «ручеёк», Most coin rolls in one minute), в 2017 году прокрутил четыре монеты между пальцами 14 раз за одну минуту (манипуляция «бабочка», Most coin chip roll downs), а в 2021 году дважды побил собственный рекорд, сделав 16 и 17 манипуляций с монетами.
Участвовал во многих телевизионных шоу, среди которых третий сезон «Удиви меня» (2012) и «Всё, кроме обычного» (2019) на ТВ-3, «Uyghur talent sahnesi» (2016) и других.
В 2012 году стал победителем в номинации «Шоу-момент» Российской Ассоциации Иллюзионистов, в 2013 году — призёром Ukrainian Magic Convention в Виннице.
Основатель и руководитель Казахстанского Клуба Фокусников (ККФ) в 2013—2020 годах.
В 2018 году стал основателем торговой марки кофе Magic Coffee и одноимённой сети кофеен.
В 2019 году был членом жюри фестиваля иллюзионистов «Тайны Востока», организованного телеканалом Zoʻr TV и продюсерским центром «Супер Люди».
Член американской ассоциации магов International Brotherhood of Magicians (международное сообщество магов со штаб-квартирой в США). Также является лектором магии в International Magician Society (США).